# シュヴァーベン公国

シュヴァーベン公国
Herzogtum Schwaben

1004年

| 先代       | 次代 |
| ---------- | --- |
| アレマン人 | ヴュルテンベルク伯領 スイス原初同盟 バーデン (領邦) ブルゴーニュ公国 ツォレルン伯領 フュルステンベルク伯領 |
シュヴァーベン公国（英: Duchy of Swabia, 独: Herzogtum Schwaben）は、中世ドイツにおける部族大公国の一つであり、それゆえに最も有力な諸侯国の一つであった。
シュヴァーベンの名はゲルマン民族の一派であるスエビ族に由来し、その名は中世盛期の部族大公領が拡張している時代にはアラマンニに置き換えて使われることもあった。ライン川とドナウ川の隅にいたスエビ族に他の部族たちが加わることによって、11世紀頃までには、アラマンニが転訛してアレマン人と呼ばれるようになったが、この頃にシュヴァーベンの語形が普及し始めた。
917年にブルカルト2世によって公国の誕生が宣言された。ブルカルト2世は東フランク王コンラート1世若王と同盟を結んで、915年のヴァーフルヴィーブスの戦いにてアラマンニの支配を巡って争っていた敵対者を破った。
シュヴァーベンを支配した最も有名な一族がホーエンシュタウフェン家であり、同公国を短い中断期を挟んで1079年から1268年にかけて支配した。ホーエンシュタウフェン時代を通じてほとんどの間、同家は神聖ローマ皇帝を兼ねていた。
公国は1268年に最後の公であるコンラディンが処刑されるまで存続していた。ローマ王ルドルフ1世は1273年にシュヴァーベン公の称号を復活せんとして末子のルドルフ2世に授け、そのルドルフ2世は息子のヨーハン・パリツィーダに継承させた。1312年か1313年にヨーハンが後継者を残すことなく没したことで"復活した"称号は終焉を迎えることとなった。
バーデン辺境伯領自体が12世紀にシュヴァーベン公国から分離している。

## 歴史
496年にアラマンニ人はフランク王クローヴィス1世に敗北してフランク王国に組み込まれ、フランク王麾下の公によって統治された。7世紀にアラマンニ人はキリスト教に改宗してアウクスブルクとコンスタンツに司教区が設置され、8世紀にはライヒェナウ島 及びザンクト・ガレン修道院が建てられた。アラマンニ人は徐々にフランク人の支配から脱したものの、730年にカール・マルテルによって従属せしめられ、その息子である 小ピピンはアラマン人の部族大公を廃してパラティン伯領による統治を行った。この時に公国はガウないし伯領に分割されて割り当てられ、この状態は中世を通じて維持された。アラマンニ人の伯領はライン川、ボーデン湖、レヒ川、フランケン公国と国境を接していた。アラマンニとバイエルン公国を隔てるレヒ川は両者を民族的にも地理的にも形成することはなく、とても強固な国境線であり、そこでは双方の人々間の行き来が盛んであった。カロリング帝国の後期及び衰退期間中にアラマンニ人の伯領は殆ど独立した形となり、支配権を巡ってコンスタンツ司教区との間で闘争が繰り広げられた。ラエティア・クリエンシスの伯であったアラマンニ人の一族の族長は時折、辺境伯と呼ばれ、その中の1人であったブルカルト1世はアラマンニ公と呼ばれていた。ブルカルト1世は911年に殺され、それ故にベルトルドとエルハンガーの2人のパラディン伯は東フランク王コンラート1世若王の命によって反逆罪で告訴されて処刑された。
917年にブルカルト1世の息子であるラエティア・クリエンシス伯ブルカルト2世は公の称号を採用し、それを919年に東フランク王ハインリヒ1世捕鳥王によって承認された。その位置付けは事実上独立したものとなっており、926年にブルカルト2世が没すると、その未亡人と結婚したフランク人貴族であるヘルマン1世によって継承された。948年にヘルマン1世が死ぬと、皇帝オットー1世大帝は、公国をヘルマン1世の娘であるイダと結婚していたリウドルフに授けたものの、公国の特権を削減し、王族の関心ごとを観察するために伯を任命した。リウドルフは反乱を起こして廃位され、他の者が後任として公位を継ぐこととなった。ブルカルト2世の息子であるブルカルト3世は954年から973年にかけて公国を統治し、後者の年にリウドルフの息子で後にバイエルン公となるオットーが継承して982年まで統治し、それからヘルマン1世の縁者であるコンラート1世が997年まで統治した。コンラート1世の息子であろうヘルマン2世が後を継いで1003年に死に、息子のヘルマン3世が継承した。これらの期間中、シュヴァーベンは、恐らくは司教の影響からかザクセン王家の王に忠実であった。ヘルマン3世には子がおらず、公位はその姉であるギーゼラとオーストリア辺境伯エルンスト1世の息子であるエルンスト2世に移った。エルンスト1世は1015年に死ぬまで息子のために公国を掌握し、エルンスト1世が死んだ年にギーゼラは統治権を引き継ぎ、フランケン公コンラート、後のローマ皇帝コンラート2世と再婚した。エルンスト2世は年齢に達すると継父であるコンラート2世と言い争い、1030年にコンラート2世はエルンスト2世を廃してギーゼラの2番目の息子であるヘルマン4世に公国を下賜し、ヘルマン4世が1038年に没するとコンラート2世の息子であるハインリヒ1世黒公が母親であるギーゼラから公国を与えられた。王に即位してローマ王ハインリヒ3世を名乗ったハインリヒ1世は1045年にアラマンニをローマ皇帝オットー2世の孫であるロタリンギア宮中伯オットー2世に、1048年にはシュヴァインフルト伯オットー3世に公国をそれぞれ与えた。次の公となったラインフェルデン伯ルドルフは1077年にローマ皇帝ハインリヒ4世の対立王に選ばれたもののシュヴァーベンでは僅かな支持者しか見出すことが出来ず、同地はハインリヒ4世の婿で忠実な支持者であったホーエンシュタウフェン伯フリードリヒ1世に与えられた。フリードリヒ1世は公位を維持するためにルドルフの息子であるベルトルトや婿であるツェーリング公ベルトルト2世と争わなければならず、1096年に後者にブライスガウを譲渡した。1105年に息子のフリードリヒ2世独眼公が父の後を継ぎ、その後はフリードリヒ3世、後のローマ皇帝フリードリヒ1世赤髭王が継承した。初期のホーエンシュタウフェン家はシュヴァーベンにて皇帝領を増やし、そこで必要な支援を得たものの教会勢力の影響は強大であった。1152年にフリードリヒ1世は一族であるフランケン公フリードリヒに公国を授け、彼が1167年に没すると自身の3人の子が立て続けに掌握し、その中の末子のフィリップは1198年にローマ王に選出されている。王位を巡って抗争中の間にフィリップはシュヴァーベンの広大な割譲地から支持を得たことから、1214年に甥のフリードリヒ2世が帝位につくまでにヴェルフ家のオットー4世が皇帝位についた間でも公国はホーエンシュタウフェン家のもとに残っていた。フリードリヒ2世はシュヴァーベンを嫡男であるハインリヒ2（7）世に授け、その反乱後はもう1人の息子であるコンラート3（4世）に授けた。後者の息子であるコンラディンは1266年に、自らがシチリアを得るがためにヴュルテンベルク伯ウルヒリ2世に対してシュヴァーベンを継承させることを約束した。1268年にコンラディンが刑死した煽りを受けて公国は崩壊する機運が高まり、シュヴァーベンの有力者の長達はヴュルテンベルク伯、バーデン辺境伯、テュービンゲン宮中伯、ホーエンツォレルン伯、その他の麾下に入った。
1512年にローマ皇帝マクシミリアン1世が帝国をクライスに分割した際に、事実上シュヴァーベン公国とは同一延長上にあるクライスのことをシュヴァーベン・クライスと呼んだ。かつてのシュヴァーベンであった同地域は、ヴュルテンベルク伯領、バーデン辺境伯領およびバイエルン選帝侯領西部を含んでいた。
シュヴァーベンの名は時折、かつて公国が占めていた地域を表現するものとして使われてはいるものの、今日ではバイエリッシュ・シュヴァーベン行政管区およびその中心都市アウクスブルクの一帯に限って使うのが一般的である。

## 領域
シュヴァーベン公国が10世紀に形成された時には以下の地区 (パギ、ガウ) から成り立っていた。
今日のドイツ
- de:Hegau
- de:Linzgau
- de:Argengau (リンダウ)
- de:Allgäu (今日のオーストリアのレヒ谷の一部を含む。)
- Keltenstein
- Illargau (ケンプテン、メミンゲン)
- de:Ertingen
- Folchotsbaar (de:Biberach an der Riß)
- de:Rammachgau
- Duria (de:Burgau)
- Augstgau (アウクスブルク)
- de:Ortenau (de:Gengenbach)
- Bertoldsbaar (ウルム、ツォレルン、Falkenstein)
- Neckargau (シュトゥットガルト)
- Swiggerstal
- Filsgau (de:Lorch (Württemberg)、de:Staufen im Breisgau)
- Trachgau
- Alb
- リース (ネルトリンゲン)
- de:Breisgau (de:Zähringen (Freiburg im Breisgau))
- de:Albgau (Südschwarzwald) (de:Kloster St. Blasien (Schwarzwald))

今日のスイス
- de:Augstgau (de:Augusta Raurica、バーゼル)
- トゥールガウ州
- de:Zürichgau (チューリッヒ、als:Einsidle、エンゲルベルク)
- アールガウ州 (ブルグント王国と係争中)[要説明] (als:Länzbrg)

今日のフランス
- fr:Nordgau (Alsace): 今日の、fr:Sarrewerdenを除くストラスブール周囲のアルザス北部に位置するバ＝ラン県 とだいたい一致する(fr: Alsace Bossue)。
- fr:Sundgau:今日の、コルマール周囲のアルザス南部に位置するオー＝ラン県及びテリトワール・ド・ベルフォール県。

今日のオーストリア
- ラインガウ: 旧ブレゲンツ伯領及び今日のフォアアールベルク州に位置するライン谷。

同時に公国の一部であったラエティア・クリエンシスは歴史的にはアレマン二の一部ではなく、ブルカルト2世が公国の誕生を宣言した際にラエティア・クリエンシス伯の称号を奪取したものであった。